# Velké Janovice
Velké Janovice (deutsch Groß Janowitz) ist eine Gemeinde in Tschechien. Sie liegt acht Kilometer nordwestlich von Bystřice nad Pernštejnem und gehört zum Okres Žďár nad Sázavou.

## Geographie
Velké Janovice befindet sich im Südosten der Saarer Berge in der Talmulde des Janovický potok. Nördlich erhebt sich der Panský kopec (672 m), im Südosten die Hora (Spielberg, 636 m), südlich der Kříb (704 m) und südwestlich die Pletenice (Lhottaberg, 734 m). Südlich des Dorfes befindet sich die Motocrossstrecke Písečská zmole.
Nachbarorte sind Jimramovské Pavlovice und Strachujov im Norden, Zbytov und Unčín im Nordosten, Dalečín im Osten, Vítochov im Südosten, Písečné und Janovičky im Süden, Bohuňov im Südwesten, Lhota und Lísek im Westen sowie Kolonie Marie und Míchov im Nordwesten.

## Geschichte
Janovice wurde 1364 erstmals erwähnt als ein Herrenhof mit Mühle und vier Häusern. Ab 1387 gehörte der Hof der Familie Mikeš und zum Ende des 15. Jahrhunderts erwarben ihn die Herren von Pernstein. 1750 wurden die Grafen Mitrowsky auf Dolní Rožínka Besitzer von Velké Janovice.
Nach der Aufhebung der Patrimonialherrschaften bildete Velke Janovice mit dem Ortsteil Malý Lísek ab 1850 eine Gemeinde im Bezirk Neustadtl. 1889 verkauften die Grafen Mitrowski den Hof an Josef Lidmil aus Sádek. 1910 erwarben drei Einwohner von Velké Janovice den Meierhof.
1949 kam die Gemeinde zum Okres Bystřice nad Pernštejnem. Zwei Jahre später erfolgte die Ausgliederung von Malý Lísek, das mit Lhota fortan die Gemeinde Lísek bildete. 1961 wurde Velké Janovice dem Okres Žďár nad Sázavou zugeordnet. Zwischen 1980 und 1991 war Velké Janovice nach Bystřice nad Pernštejnem eingemeindet.
Jährlich am 15. August findet in Velké Janovice eine Wallfahrt statt.
Seit 2005 besteht in Velké Janovice eine Eremitage. Das hölzerne Gebäude wurde von Brünner Bischof Vojtěch Cikrle gesegnet und wird von einer Schwester aus dem Orden des hl. Iwan (řád Ivanitů) bewohnt. Es ist die erste Einsiedelei, die seit 200 Jahren in Böhmen und Mähren neu errichtet wurde.

## Ortsgliederung
Für die Gemeinde Velké Janovice sind keine Ortsteile ausgewiesen.

## Sehenswürdigkeiten
- Kapelle der Jungfrau Maria von Lourdes am Dorfplatz, errichtet 1892